# Bethel (Alaska)

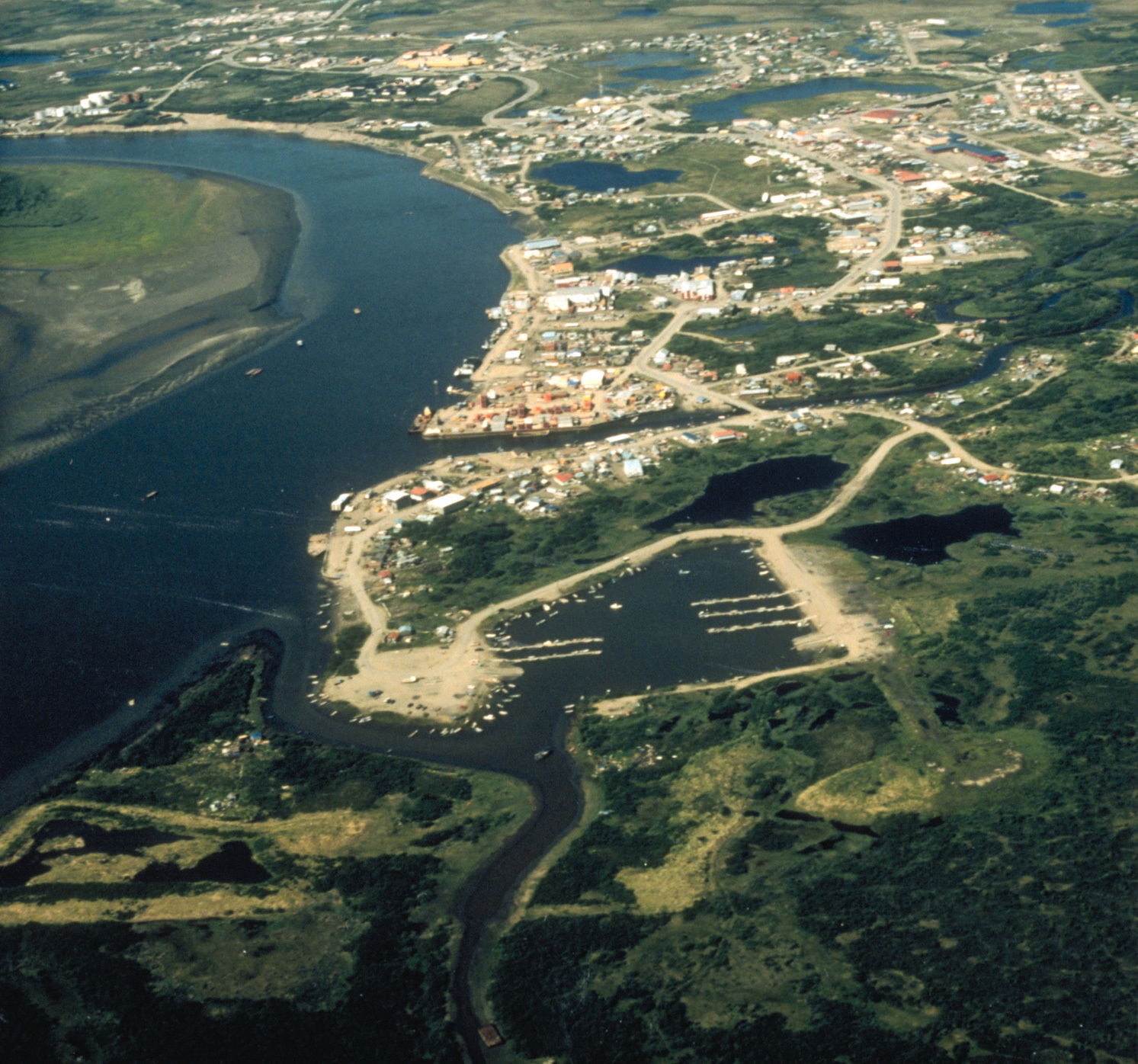
Bethel vanuit de lucht

Bethel is een plaats (city) in de Amerikaanse staat Alaska, en valt bestuurlijk gezien onder Bethel Census Area.

## Demografie
Bij de volkstelling in 2000 werd het aantal inwoners vastgesteld op 5471.
In 2006 is het aantal inwoners door het United States Census Bureau geschat op 6356, een stijging van 885 (16,2%).

## Geografie
Volgens het United States Census Bureau beslaat de plaats een oppervlakte van
126,4 km², waarvan 113,3 km² land en 13,1 km² water.

## Plaatsen in de nabije omgeving
De onderstaande figuur toont nabijgelegen plaatsen in een straal van 32 km rond Bethel.